# 20-29
De jaren 20-29 (van de christelijke jaartelling) zijn een decennium in de 1e eeuw.

## Belangrijke gebeurtenissen

### Romeinse Rijk

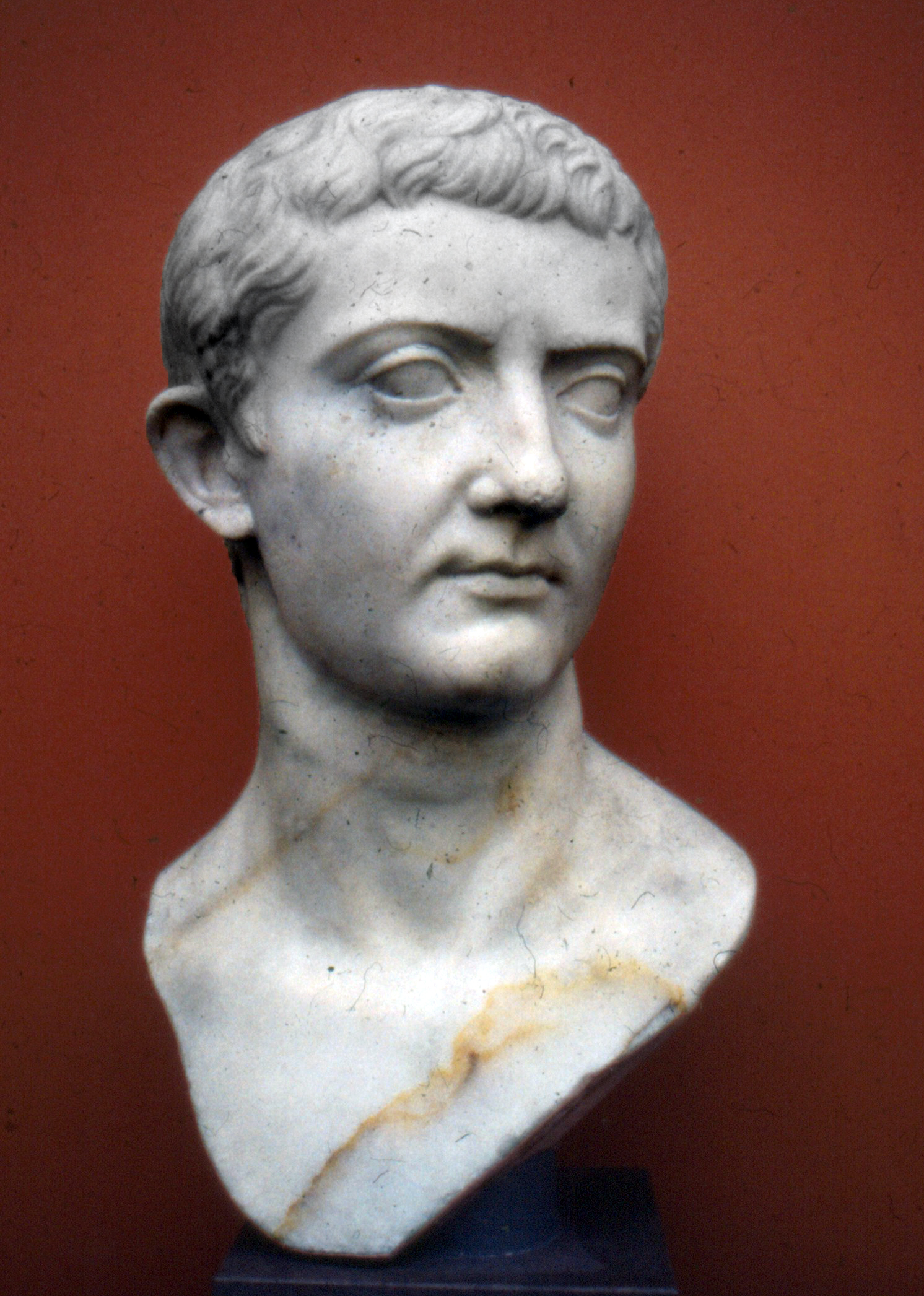
Keizer Tiberius

- 20 : De machtigste man in het Romeinse Rijk, na de dood van Germanicus, is Sejanus, het hoofd van de pretoriaanse garde.
- 23: Drusus, de zoon van keizer Tiberius, wordt vermoord.
- 27: Keizer Tiberius trekt zich terug in Capri, en blijft daar de rest van zijn leven.

#### Judea
- 26: Pontius Pilatus wordt Praefectus van Judaea (tot 36).
- ca28 : Johannes de Doper doopt Jezus Christus in de Jordaan, dit is het begin van het openbaar optreden van Jezus.

#### Lage Landen
- 28: De Friezen komen in opstand tegen de Romeinen.

### China
- 23: Een opstand maakt in China een einde aan het bewind en het leven van Wang Mang. Daarmee komt een einde aan de door hem gestichte Xin-dynastie.
- 24: De Slag bij Kunyang legt in China de grondslag voor het herstel van de Han-dynastie.
- 25: Herstel van de Han-dynastie in China. Liu Xiu roept zichzelf tot keizer uit. Dit is het begin van de jiangwu periode (tot 56).

## Belangrijke personen
- Keizer Tiberius van het Romeinse Rijk

### Geboren
- 27: Herodes Agrippa II, later koning over Judea.

### Overleden
- 20: Vipsania Agrippina, eerste vrouw van Tiberius.
- ca.21: Arminius, Germaans leider (vermoord).
- 21: Publius Sulpicius Quirinius, Romeins gouverneur van Syrië.
- 23: Drusus, zoon en beoogd opvolger van Tiberius (vergiftigd door zijn vrouw Livilla, onder invloed van Sejanus)
- 23: Wang Mang de Usurpator, tijdens een opstand tegen zijn bewind.
- ca.24: Strabo, Romeins geograaf.
- 24: Caius Silius, Romeins legerleider (zelfmoord).
- 25: Aulus Cremutius Cordus, Romeins historicus.
- 29: Livia (86), echtgenote van Augustus.
- ca.29: Johannes de Doper.

<< · 20 · 21 · 22 · 23 · 24 · 25 · 26 · 27 · 28 · 29 · >>
<< · 1-9 · 10-19 · 20-29 · 30-39 · 40-49 · 50-59 · 60-69 · 70-79 · 80-89 · 90-99 · >>